# Selim III
Selim III (Tiếng Thổ Ottoman: سليم ثالث Selīm-i sālis) (24 tháng 12 năm 1761 – 28/29 tháng 7 năm 1808) là sultan của đế quốc Ottoman từ năm 1789 đến 1807. Ông là con của Mustafa III (1757–74) và kế vị người chú là Abdülhamid I (1774–89). Ông sinh ra ở Istanbul. Mẹ ông là Valide Sultan (Thái hậu) Mihr-i shah. Những cố gắng cải cách đế quốc Ottoman của ông đã kết thúc với vụ ám sát ông.

## Những cải cách

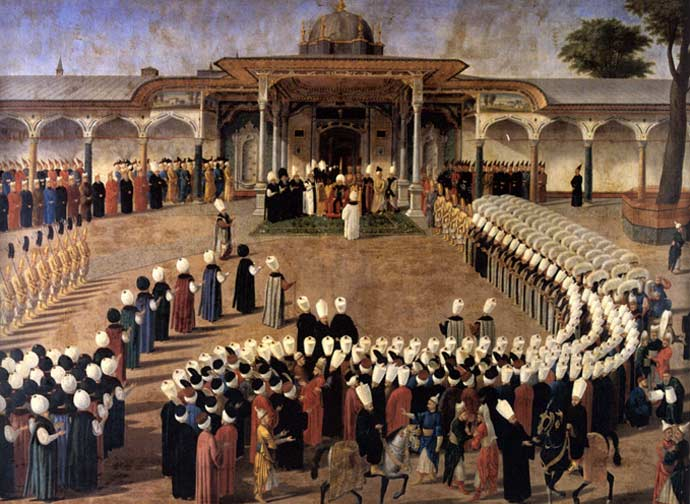
Selim III ngự tại Cổng Felicity, điện Topkapı.

Năm 1792, Selim III đã ký hòa ước với đế quốc Nga và đế quốc Habsburg, kết thúc cuộc Chiến tranh Nga-Thổ Nhĩ Kỳ (1787-1792) và cuộc chiến tranh Áo-Thổ Nhĩ Kỳ (1787-1791). Triều đại Selim III rõ rệt bởi Các cải cách nền quân sự Ottoman thành công do chính ông đề xuất. Năm 1798, quân Pháp, dưới sự chỉ huy của Napoléon Bonaparte xâm lăng Ai Cập, một tỉnh của Đế quốc Ottoman. người Anh đã liên minh với đế quốc Ottoman để giành lại tỉnh Ai Cập cho đến khi Napoléon phải rút lui. Năm 1804, người Thiên chúa giáo Serbia nổi dậy. Năm 1805, Selim III đã cử Kavali Mehmet Ali Pasha người gốc Albania làm tổng trấn xứ Ai Cập.
Năm 1806, Selim III tuyên chiến với Nga (Chiến tranh Nga-Thổ Nhĩ Kỳ (1806-1812). Năm sau (1807), ông lại tuyên chiến với Anh Quốc.
Năm 1807, khởi nghĩa Janissary bùng nổ. Selim III bị hạ bệ, bị bỏ tù và giết chết vào năm sau (1808), bằng một nhát đâm. Selim III được xem là vị hoàng đế nhà Ottoman duy nhất bị đâm chết bằng một thanh kiếm. Câu nói cuối cùng của ông là "Allahu Akbar" ("God is great").
Sau khi Selim III bị truất phế, em họ của ông là Mustafa IV (1807-1808) đã lên nối ngôi.

## Chú giải
1. ↑  Vào năm 1517, hoàng đế nhà Ottoman là Selim I (1512-20) xâm lược Ai Cập, tiêu diệt triều Mamluk đang cai trị.
2. ↑  David, Claire (1970). The Palace of Tokapi in Istanbul. New York: Charles Scribner's Sons, pg. 213-217. ASIN B000NP64Z2.
3. ↑  Mustafa IV là con của Abdul Hamid I, em của Mustafa III - cha của Selim III.